# Alegeri legislative în Bulgaria, octombrie 2024
Alegerile legislative anticipate au avut loc în Bulgaria pe 27 octombrie 2024, după ce toate cele trei încercări de formare a unui nou guvern ca urmare a alegerilor din iunie 2024 au eșuat. Au fost cea de a șasea rundă consecutivă de alegeri anticipate din 2021 încoace de la declanșarea crizei politice.
Opt partide au trecut pragul electoral pentru a obține reprezentare în Adunarea Națională, în timp ce Velichie a fost nevoit să obțină doar 21 de voturi pentru a obține mandatele. GERB-SDS a avut cele mai bune rezultate, câștigând 25,5% din voturi, dar a fost obligat să formeze o alianță cu cel puțin alte două partide alese pentru a obține o majoritate parlamentară în Adunarea Națională. Noul Parlament, al 51-lea ales, a înlocuit cel de al 50-lea, după ce toți membrii aleși au depus jurământul pe 11 noiembrie. După 11 runde de vot, Natalia Kiselova (BSP-OL) a fost aleasă președinte al Adunării Naționale pe 6 decembrie. Președintele Rumen Radev a acordat primul mandat de negociere celui mai mare partid, GERB-SDS, pe 15 ianuarie, care a format un guvern minoritar alături de BSP și ITN, cu sprijinul APS (Dogan). Guvernul este condus de politicianul GERB, Rosen Jeleazkov.
Velichie și toate partidele alese, cu excepția DPS-NN (Peevski), au contestat rezultatele și desfășurarea alegerilor parlamentare prin depunerea de plângeri la Curtea Constituțională; iar instanța a numit ulterior un grup de experți independenți pentru a investiga toate plângerile. În urma unei recalculări a rezultatelor, Curtea Constituțională a decis, în martie 2025, că 16 dintre cele 240 de mandate de parlamentari au fost alese ilegal și că Velichie depășise pragul electoral.

## Context

### Alegerile și ruperea coaliției de guvernare
Ca urmare a mai multor runde de alegeri anticipate, Adunarea Națională a Bulgariei a eșuat în a institui un guvern de lungă durată de la apariția partidelor „anticorupție” și intrarea lor în parlament la alegerile din aprilie 2021. Alegerile din 2023 au avut un rezultat cu puțin schimbat față de cele din 2022, coaliția de centru-dreapta GERB–SDS a lui Boiko Borisov rămânând pe prima poziție, peste alianța centristă PP–DB. Partidele Renașterea de extremă dreapta și Există un Astfel de Popor de orientare populistă au câștigat procente, cel din urmă reintrând în Adunare după ce eșuase în a trece pragul electoral în 2022.
Pe 22 mai 2023, PP–DB și GERB au ajuns la un acord de formare a unui guvern de rotație, Nikolai Denkov, candidatul PP la funcția de premier, devenind prim-ministru pentru primele nouă luni după care candidatul GERB la funcția de premier, Mariya Gabriel, urma să ocupe funcția de viceprim-ministru și ministru al afacerilor externe. După nouă luni, cei doi urmau să schimbe pozițiile. După ce termenul limită de nouă luni a trecut, această rotativă a eșuat în a se materializa, negocierile eșuând, și nu a mai fost format niciun nou guvern, Dimitar Glachev a fost numit prim-ministru interimar, iar noi alegeri anticipate au fost programate pentru 9 iunie 2024.

### Alegerile din iunie
Alegerile din iunie 2024, au avut loc în același timp cu alegerile europarlamentare, au avut cea mai mică prezență la urne (33%) de la căderea regimului comunist în 1989. Rezultatele au arătat că GERB–SDS a câștigat cele mai multe locuri, 68, dar niciun partid sau alianță nu a obținut suficiente locuri pentru a forma o majoritate în Adunarea Națională. Noul parlament ales a intrat oficial în circuitul legislativ pe 19 iunie. Încercările de formare a unui guvern au fost oferite partidelor GERB, PP–DB și ITN, ultima încercare eșuând pe 5 august.
Pe 9 august în consecință, președintele Bulgariei a numit-o pe vicepreședintele Oficiului Național de Audit al Bulgariei, Gorița Grancharova-Kozhareva, ca următor prim-ministru interimar. Grancharova-Kozhareva a primit zece zile pentru a forma o propunere pentru următorul guvern interimar care urma să fie numit pe 20 august, iar următoarele alegeri parlamentare viitoare au fost programate pentru 20 octombrie 2024. Grancharova-Kozhareva a luat decizia controversată de a-l propune ca ministrul de interne în exercițiu pe Kalin Stoyanov, ca acesta să rămână pe postul său, dar la aceasta s-a opus președintele Rumen Radev. Radev a respins propunerea guvernului, amânând alegerile viitoare.
După respingerea lui Grancharova-Kozhareva, Radev l-a renumit pe Dimitar Glavchev ca prim-ministru interimar, și propunerea sa de guvern a fost depusă, jurământul având loc pe 27 august, iar alegerile au fost stabilite pentru 27 octombrie.

### Schimbările în componența Adunării Naționale
Un parlamentar a fost exclus din BSP de către consiliul național pe 18 iunie, înainte ca acesta să și preia mandatul.
Grupul parlamentar al Velichie a cuprins 13 parlamentari după alegeri. Pe 5 iulie, șase parlamentar au părăsit grupul, astfel că acesta s-a dizolvat.
O ruptură în Mișcarea pentru Drepturi și Libertăți (DPS) în jurul lui Delyan Peevski a făcut ca 17 deputați să fie expulzați și alți opt să plece.
La sfârșitul lunii iulie 2024, componența Adunării era următoarea:
| Componența celui de-al 50-lea Parlament (până la sfârșitul lunii iulie 2024) GERB-SDS (68 de deputați) PP–DB (39 de deputați) VAZ (38 de deputați) DPS (22 de deputați) BSPzB (17 de deputați) ITN (16 de deputați) Independenți expulzați din DPS (25 de deputați, conduși de Ahmed Dogan) Independenți expulzați din fostul Velichie (7 deputați, conduși de Nikolay Markov) Independenți din grupul dizolvat al Velichie (6 deputați, conduși de Ivelin Mikhailov) Independenți excluși din BSPzB (2 deputați, Kaloian Metodiev și Mihail Stavrev) |

## Sistem electoral
Cei 240 de membri ai Adunării Naționale sunt aleși pe listă deschisă, reprezentare proporțională din 31 de circumscripții plurinominale, cu dimensiuni cuprinse între patru și nouăsprezece locuri. Pragul electoral este de 4% pentru toate partidele sau coalițiile electorale, cu locuri alocate conform metodei cotei majore folosind o cotă Hare.

## Partide

### Partide și coaliții participante
Mai jos este lista oficială a partidelor și coalițiilor care au înregistrat liste pentru alegerile parlamentare din Bulgaria până pe 9 septembrie.
| Partid sau coaliție | Partid sau coaliție                                          | Partid sau coaliție                                          | Partid sau coaliție                                          | Ideologie                                  | Lider                     | Rezultatul ultimelor alegeri | Rezultatul ultimelor alegeri |
| Partid sau coaliție | Partid sau coaliție                                          | Partid sau coaliție                                          | Partid sau coaliție                                          | Ideologie                                  | Lider                     | Votes (%)                    | Seats                        |
| ------------------- | ------------------------------------------------------------ | ------------------------------------------------------------ | ------------------------------------------------------------ | ------------------------------------------ | ------------------------- | ---------------------------- | ---------------------------- |
|                     | Partidul Verzilor                                            | Partidul Verzilor                                            | Partidul Verzilor                                            | Politică verde Naționalism de stânga       | Vladimir Nikolov          | 0.25%                        | 0 / 240                      |
|                     | Atac                                                         | Atac                                                         | Atac                                                         | Naționalism bulgar Ultranaționalism        | Volen Siderov             | DNP                          | DNP                          |
|                     | Bulgarii                                                     | Bulgarii                                                     | Bulgarii                                                     | Naționalism bulgar Conservatorism național | Georgi Georgiev-Goti      | 0.04%                        | 0 / 240                      |
|                     | Uniunea Națională Bulgară – Noua Democrație                  | Uniunea Națională Bulgară – Noua Democrație                  | Uniunea Națională Bulgară – Noua Democrație                  | Ultranaționalism                           | Boyan Rasate              | 0.10%                        | 0 / 240                      |
|                     | Renașterea                                                   | Renașterea                                                   | Renașterea                                                   | Ultranaționalism Populism de dreapta       | Kostadin Kostadinov       | 13.38%                       | 38 / 240                     |
|                     | Există un Astfel de Popor                                    | Există un Astfel de Popor                                    | Există un Astfel de Popor                                    | Populism de dreapta                        | Slavi Trifonov            | 5.79%                        | 16 / 240                     |
|                     | Competență, Responsabilitate și Adevăr                       | Competență, Responsabilitate și Adevăr                       | Competență, Responsabilitate și Adevăr                       | Populism de dreapta                        | Svetozar Saev             | Noi Cetățenii                | Noi Cetățenii                |
|                     | Partidul Popular „Adevărul și numai Adevărul”                | Partidul Popular „Adevărul și numai Adevărul”                | Partidul Popular „Adevărul și numai Adevărul”                | Antivaccinare Ultranaționalism             | Ventsislav Angelov        | 0.11%                        | 0 / 240                      |
|                     | Pravoto                                                      | Pravoto                                                      | Pravoto                                                      | Populism                                   | Maria Koleva              | DNP                          | DNP                          |
|                     | Democrația Directă                                           | Democrația Directă                                           | Democrația Directă                                           | Naționalism bulgar Democrație directă      | Petar Klisarov            | 0.24%                        | 0 / 240                      |
|                     | Bulgaria Muncii și Scopului                                  | Bulgaria Muncii și Scopului                                  | Bulgaria Muncii și Scopului                                  | Antioccidentalism Euroscepticism dur       | Georgi Manolov            | DNP                          | DNP                          |
|                     | Democrați pentru Responsabilitate, Solidaritate și Toleranță | Democrați pentru Responsabilitate, Solidaritate și Toleranță | Democrați pentru Responsabilitate, Solidaritate și Toleranță | Interesele minorității turce Erdoğanism    | Taner Alimpolla           | DNP                          | DNP                          |
|                     | Partidul Socialist „Calea Bulgară”                           | Partidul Socialist „Calea Bulgară”                           | Partidul Socialist „Calea Bulgară”                           | Naționalism de stânga Euroscepticism       | Angel Dimov               | DNP                          | DNP                          |
|                     | Moralitate, Unitate, Onoare                                  | Moralitate, Unitate, Onoare                                  | Moralitate, Unitate, Onoare                                  | Anticorupție Conservatorism social         | Radostin Vasilev          | 2.98%                        | 0 / 240                      |
|                     | Mișcarea Națională pentru Drepturi și Libertăți              | Mișcarea Națională pentru Drepturi și Libertăți              | Mișcarea Națională pentru Drepturi și Libertăți              | Interesele minorității turce               | Guner Tahir               | Rose Coalition               | Rose Coalition               |
|                     | Vocea Poporului                                              | Vocea Poporului                                              | Vocea Poporului                                              | Populism                                   | Svetoslav Vitkov          | 0.30%                        | 0 / 240                      |
|                     | Partidul Popular Libertatea și Demnitatea                    | Partidul Popular Libertatea și Demnitatea                    | Partidul Popular Libertatea și Demnitatea                    | Interesele minorității turce               | Orkhan Ismailov           | DNP                          | DNP                          |
|                     | IMRO – Mișcarea Națională Bulgară                            | IMRO – Mișcarea Națională Bulgară                            | IMRO – Mișcarea Națională Bulgară                            | Conservatorism național Naționalism bulgar | Krasimir Karakachanov     | 0.96%                        | 0 / 240                      |
|                     | Măreție                                                      | Măreție                                                      | Măreție                                                      | Naționalism bulgar Anticorupție            | Albena Pekova             | 4.52%                        | 13 / 240                     |
|                     | Brigada                                                      | Brigada                                                      | Brigada                                                      | Anti-establishment                         | Arben Khavalyov           | DNP                          | DNP                          |
|                     | Uniunea Bulgară pentru Democrație Directă                    | Uniunea Bulgară pentru Democrație Directă                    | Uniunea Bulgară pentru Democrație Directă                    | Democrație directă Naționalism bulgar      | Georgi Nedelchev          | 0.04%                        | 0 / 240                      |
|                     | Ascensiunea Bulgară                                          | Ascensiunea Bulgară                                          | Ascensiunea Bulgară                                          | Conservatorism Național                    | Stefan Ianev              | 0.56%                        | 0 / 240                      |
|                     | Volt Bulgaria                                                | Volt Bulgaria                                                | Volt Bulgaria                                                | Federalism european Pro-europenism         | Nastimir Ananiev          | PP–DB                        | PP–DB                        |
|                     | Unificare                                                    | Unificare                                                    | Unificare                                                    | Centrism Liberalism                        | Ivan Hristanov            | 0.24%                        | 0 / 240                      |
|                     | DPS – Un Nou Început                                         |                                                              | Mișcarea pentru Drepturi și Libertăți                        | Interesele minorității turce Liberalism    | Delyan Peevski            | 16.56%                       | 47 / 240                     |
|                     | DPS – Un Nou Început                                         | Noii Lideri                                                  |                                                              | Georgi Tityukov                            | DNE                       | DNE                          |                              |
|                     | DPS – Un Nou Început                                         | Vocea Bulgară                                                |                                                              | Georgi Zacharinin Popov                    | 0.15%                     | 0 / 240                      |                              |
|                     | Țara Mea Bulgaria                                            |                                                              | Stânga Bulgară                                               | Socialism democratic                       | Boyan Kirov               | Solidary Bulgaria            | Solidary Bulgaria            |
|                     | Țara Mea Bulgaria                                            | Social-Democrația Unită                                      | Social democrație                                            | Yordan Gergov                              |                           | Solidary Bulgaria            | Solidary Bulgaria            |
|                     | Rusofilii                                                    |                                                              | Partidul Comunist Bulgar                                     | Comunism                                   | Zonka Spasova             | 0.11% (NB)                   | 0 / 240                      |
|                     | Rusofilii                                                    | Partidul Comuniștilor Bulgari                                | Comunism Marxism–leninism                                    | Collective leadership                      |                           | 0.11% (NB)                   | 0 / 240                      |
|                     | Rusofilii                                                    | Rusofilii pentru Renașterea Patriei                          | Rusofilie Conservatorism național                            | Nikolai Malinov                            |                           | 0.11% (NB)                   | 0 / 240                      |
|                     | Alegătorii Liberi                                            |                                                              | Uniunea Verde                                                | Politică verde                             |                           | DNE                          | DNE                          |
|                     | Alegătorii Liberi                                            | Republicanii pentru Bulgaria                                 | Conservatorism Liberalism economic                           | Tsvetan Tsvetanov                          | DNP                       | DNP                          |                              |
|                     | Alegătorii Liberi                                            | Uniunea Democraților Liberi                                  | Conservatorism                                               | Milan Milanov                              | DNP                       | DNP                          |                              |
|                     | Bulgaria Albastră                                            |                                                              | Uniunea Conservatoare de Dreapta                             | Conservatorism național Anticomunism       | Petar Moskov              | 1.52%                        | 0 / 240                      |
|                     | Bulgaria Albastră                                            | Forumul Democrat Bulgar                                      | Conservatorism național Anticomunism                         | Zhaklin Toleva                             |                           | 1.52%                        | 0 / 240                      |
|                     | Bulgaria Albastră                                            | Mișcarea pentru Acțiune Democratică-DZ                       | Conservatorism liberal                                       | Stefan Ivanov                              |                           | 1.52%                        | 0 / 240                      |
|                     | Bulgaria Albastră                                            | Mișcarea Națională pentru Stabilitate și Progres             | Liberalism                                                   | Stanimir Ilchev                            |                           | 1.52%                        | 0 / 240                      |
|                     | Bulgaria Albastră                                            | Noua Democrație Bulgară                                      | Conservatorism liberal                                       | Valeri Georgiev                            |                           | 1.52%                        | 0 / 240                      |
|                     | Bulgaria Albastră                                            | Bulgaria Conservatoare                                       | Conservatorism național                                      | Boris Yachev                               |                           | 1.52%                        | 0 / 240                      |
|                     | Bulgaria Albastră                                            | Partidul Radical-Democrat                                    | Conservatorism social Anticomunism                           | Zahari Petrov                              |                           | 1.52%                        | 0 / 240                      |
|                     | PP–DB                                                        |                                                              | Continuăm Schimbarea                                         | Liberalism Anticorupție                    | Kiril Petkov Asen Vasilev | 13.92%                       | 39 / 240                     |
|                     | PP–DB                                                        | Democrații pentru o Bulgarie Puternică                       | Conservatorism Anticommnism                                  | Atanas Atanasov                            |                           | 13.92%                       | 39 / 240                     |
|                     | PP–DB                                                        | Da, Bulgaria!                                                | Liberalism Anticorupție                                      | Hristo Ivanov                              |                           | 13.92%                       | 39 / 240                     |
|                     | BSP – Stânga Unită                                           |                                                              | Partidul Socialist Bulgar                                    | Conservatorism social Social democrație    | Atanas Zafirov            | 6.85% (BSPzB)                | 19 / 240                     |
|                     | BSP – Stânga Unită                                           | Ecoglasnost                                                  | Green politics Environmentalism                              | Emil Georgiev                              |                           | 6.85% (BSPzB)                | 19 / 240                     |
|                     | BSP – Stânga Unită                                           | Clubul Politic „Trakiya"                                     | Left wing nationalism                                        | Stefan Nachev                              |                           | 6.85% (BSPzB)                | 19 / 240                     |
|                     | BSP – Stânga Unită                                           | Moralitate, Inițiativă, Patriotism                           | Left-wing nationalism                                        | Simeon Slavchev                            |                           | 6.85% (BSPzB)                | 19 / 240                     |
|                     | BSP – Stânga Unită                                           | Ridică-te Bulgarie                                           | Social democrație Populism de stânga                         | Maia Manolova                              | 1.42% (SB)                | 0 / 240                      |                              |
|                     | BSP – Stânga Unită                                           | Alternativa pentru Renașterea Bulgariei                      | Social democrație Conservatorism social moderat              | Rumen Petkov                               | 0.69% (The Left)          | 0 / 240                      |                              |
|                     | BSP – Stânga Unită                                           | Mișcarea 21                                                  | Social democrație                                            | Tatyana Doncheva                           | 0.69% (The Left)          | 0 / 240                      |                              |
|                     | BSP – Stânga Unită                                           | Social Democrația Bulgară-Eurostânga                         | Social democrație                                            | Aleksandr Tomov                            | 0.10% (Rose Coalition)    | 0 / 240                      |                              |
|                     | BSP – Stânga Unită                                           | Partidul Comunist din Bulgaria                               | Marxism–leninism                                             | Alexander Paunov                           | Neutral Bulgaria          | Neutral Bulgaria             |                              |
|                     | BSP – Stânga Unită                                           | Primăvara Bulgară                                            | Naționalism de stânga                                        | Svetoslav Mandikov                         | We the Citizens           | We the Citizens              |                              |
|                     | BSP – Stânga Unită                                           | Mișcarea pentru Umanismul Social                             | Progresism                                                   | Alexander Radoslavov                       | DNP                       | DNP                          |                              |
|                     | BSP – Stânga Unită                                           | Securitate și Integrare Europeană                            | Interesele minorității Rrome                                 | Toma Tomov                                 | DNP                       | DNP                          |                              |
|                     | BSP – Stânga Unită                                           | Mișcarea Politică „Social-Democrații”                        | Social democrație                                            | Elena Noneva                               | DNP                       | DNP                          |                              |
|                     | BSP – Stânga Unită                                           | Unirea pentru Patrie                                         | Naționalism de stânga                                        | Vasil Tochkov                              | DNP                       | DNP                          |                              |
|                     | GERB–SDS                                                     |                                                              | GERB                                                         | Conservatorism social Pro-europenism       | Boiko Borisov             | 23.99%                       | 68 / 240                     |
|                     | GERB–SDS                                                     | SDS                                                          | Creștin democrație Anticomunism                              | Rumen Hristov                              |                           | 23.99%                       | 68 / 240                     |
|                     | GERB–SDS                                                     | Mișcarea de Ziua lui George                                  | Conservatorism național Naționalism bulgar                   | Lyuben Dilov Jr.                           |                           | 23.99%                       | 68 / 240                     |
|                     | Alianța pentru Drepturi și Libertăți                         |                                                              | Doar Bulgaria Patrioții Uniți                                |                                            | Dimitar Iliev             | DNP                          | DNP                          |
|                     | Alianța pentru Drepturi și Libertăți                         | Uniunea Populară Agrară                                      | Agrarianism                                                  | Rumen Yonchev                              | Bulgaria Albastră         | Bulgaria Albastră            |                              |
|                     | Alianța pentru Drepturi și Libertăți                         | Dizidenți ai DPS                                             | Liberalism Interesele minorității turce                      | Dzhevdet Chakarov                          | DNE                       | DNE                          |                              |

### Disputa de la conducerea DPS
Pe 27 august, organizația centrală de conducere a DPS l-a revocat pe Delyan Peevski din funcția de președinte al partidului, iar șapte parlamentari apropiați lui Peevski au fost expulzați din partid. Această mișcare a fost legată de Ahmed Dogan, deputat și președinte de onoare al partidului. Peevski a calificat această mișcare neconstituțională și a câștigat controlul site-ului oficial al partidului. Aceasta a fost urmată de ruptura din partid după alegeri, unde grupul parlamentar s-a divizat. Controversa din jurul lui Peevski a dus la apariția a două grupuri, DPS – Un Nou Început și Democrație, Drepturi și Libertăți, ambele grupuri înregistrându-se ca coaliții electorale cu acronimul DPS pentru a ocoli regulile. a comisiei electorale. După ce DPS–Peevski a fost recunoscut ca fiind DPS-ul legitim de către Curtea Administrativă Supremă a Bulgariei, DPS~Dogan și-a schimbat numele în „Alianța pentru Drepturi și Libertăți” (АПС în loc de ДПС) și s-a înregistrat fără a fi listat DPS ca membru al alianței. Primarii DPS s-au împărțit jumate-jumate între cele două grupuri.

## Sondaje de opinie
Rezultatele sondajului de opinie de mai jos au fost recalculate din datele originale și exclud sondajele care au ales opțiunile „Nu voi vota” sau „Sunt nesigur”.
121 de locuri sunt necesare pentru a forma o majoritate.
| Firmă de sondare                                          | Date              | Eșantion | GERB–SDS          | DPS               | DPS               | PP–DB                            | Renașterea                       | BSP–OL                           | ITN                              | Veli.                            | Alții                            | Nicio variantă                   | Avans                            |                                  |                                  |                                  |
| Firmă de sondare                                          | Date              | Eșantion | GERB–SDS          | APS               | DPS–NN            | PP–DB                            | Renașterea                       | BSP–OL                           | ITN                              | Veli.                            | Alții                            | Nicio variantă                   | Avans                            |                                  |                                  |                                  |
| --------------------------------------------------------- | ----------------- | -------- | ----------------- | ----------------- | ----------------- | -------------------------------- | -------------------------------- | -------------------------------- | -------------------------------- | -------------------------------- | -------------------------------- | -------------------------------- | -------------------------------- | -------------------------------- | -------------------------------- | -------------------------------- |
| Firmă de sondare                                          | Date              | Eșantion | 11 September 2024 | 11 September 2024 | 11 September 2024 | DPS s-a scindat în APS și DPS-NN | DPS s-a scindat în APS și DPS-NN | DPS s-a scindat în APS și DPS-NN | DPS s-a scindat în APS și DPS-NN | DPS s-a scindat în APS și DPS-NN | DPS s-a scindat în APS și DPS-NN | DPS s-a scindat în APS și DPS-NN | DPS s-a scindat în APS și DPS-NN | DPS s-a scindat în APS și DPS-NN | DPS s-a scindat în APS și DPS-NN | DPS s-a scindat în APS și DPS-NN |
| Market Links                                              | 14–23 august 2024 | 1,038    | 26.2 76           | 18.4 53           | 18.4 53           | 17.1 50                          | 13.7 40                          | 7.4 21                           | 3.8 0                            | 2.4 0                            | 8.0                              | 3.0                              | 7.8                              |                                  |                                  |                                  |
| Gallup Arhivat în 24 septembrie 2024, la Wayback Machine. | 1–9 august 2024   | 802      | 25.2 74           | 14.5 42           | 14.5 42           | 15.2 44                          | 14.2 41                          | 7.3 21                           | 6.2 18                           | 3.6 0                            | 13.4                             | -                                | 10.0                             |                                  |                                  |                                  |
| Market Links                                              | 20–28 iulie 2024  | 1,008    | 25.8 71           | 14.4 40           | 14.4 40           | 17.2 47                          | 12.3 34                          | 7.7 21                           | 5.8 16                           | 4.2 11                           | 8.6                              | 2.8                              | 8.6                              |                                  |                                  |                                  |
| Market Links                                              | 18–25 iunie 2024  | 1,014    | 24.4 66           | 18.3 50           | 18.3 50           | 16.2 44                          | 13.8 38                          | 5.3 14                           | 5.4 15                           | 5.0 13                           | 6.7                              | 5.8                              | 6.1                              |                                  |                                  |                                  |
| Rezultatele alegerilor din iunie 2024                     | 9 iunie 2024      | N/A      | 24.7 68           | 17.1 47           | 17.1 47           | 14.3 39                          | 13.8 38                          | 7.1 19                           | 6.0 16                           | 4.7 13                           | 12.5                             | —                                | 7.4                              |                                  |                                  |                                  |

## Rezultate
Sondajele exit-poll au arătat o victorie clară pentru GERB cu 26,4% din voturi, PP-DB obținând 14,9% și Renașterea cu 12,9%.
Următorul tabel prezintă rezultatele pe partid. Pragul național de 4% se calculează utilizând voturile totale pentru partide și candidații independenți, și nu totalul voturilor valabile, care includ voturile „Niciuna dintre cele de mai sus”. Velichie a eșuat în a atinge pragul electoral la doar 29 de voturi distanță și prin urmare acesta nu va avea reprezentare în viitorul parlament.
| Partid                             | Partid                                    | Voturi    | %      | Locuri | +/– |
| ---------------------------------- | ----------------------------------------- | --------- | ------ | ------ | --- |
|                                    | GERB–SDS                                  | 642,521   | 25.52  | 66     | –2  |
|                                    | Continuăm Schimbarea–Bulgaria Democratică | 346,074   | 13.74  | 36     | –3  |
|                                    | Renașterea                                | 325,358   | 12.92  | 33     | –5  |
|                                    | DPS – Un Nou Început                      | 280,246   | 11.17  | 29     | –18 |
|                                    | BSP – Stânga Unită                        | 184,361   | 7.32   | 19     | 0   |
|                                    | Alianța pentru Drepturi și Libertăți      | 182,254   | 7.24   | 19     | Nou |
|                                    | Există un Astfel de Popor                 | 165,191   | 6.56   | 17     | +1  |
|                                    | Moralitate, Unitate, Onoare               | 111,993   | 4.44   | 11     | +11 |
|                                    | Velichie                                  | 97,497    | 3.87   | 10     | –3  |
|                                    | Bulgaria Albastră                         | 26,045    | 1.03   | 0      | 0   |
|                                    | Ascensiunea Bulgară                       | 10,311    | 0.41   | 0      | 0   |
|                                    | Rusofilii pentru Bulgaria                 | 8,855     | 0.35   | 0      | Nou |
|                                    | Democrația Directă                        | 7,933     | 0.32   | 0      | 0   |
|                                    | Vocea Poporului                           | 7,289     | 0.29   | 0      | 0   |
|                                    | Alegători Liberi                          | 6,290     | 0.25   | 0      | Nou |
|                                    | Partidul Verzilor                         | 4,900     | 0.19   | 0      | 0   |
|                                    | Atac                                      | 3,972     | 0.16   | 0      | Nou |
|                                    | Alte partide/independenți                 | 23,671    | 0.95   | 0      | 0   |
|                                    | Nicio opțiune de mai sus                  | 82,619    | 3.28   | –      | –   |
| Total                              | Total                                     | 2,517,380 | 100.00 | 240    | 0   |
|                                    |                                           |           |        |        |     |
| Votanți înregistrați/prezența      | Votanți înregistrați/prezența             | 6,601,262 | 38.92  |        |     |
| Sursă: Comisia Electorală Centrală |                                           |           |        |        |     |

## Urmări
Rezultatele au arătat o continuare a blocajului politic de lungă durată, deoarece GERB nu are suficient sprijin pentru a forma o coaliție care să guverneze eficient, deoarece PP și-a continuat poziția de a refuza orice coaliție cu GERB din cauza corupției lor percepute.
În urma rezultatelor, nu au existat scenarii clare de coaliție. Borisov, liderul GERB, a declarat că va fi dispus să coopereze cu toate partidele, cu excepția Renașterii. Liderul MECh, Radostin Vasilev, a propus inițial o coaliție care să excludă GERB și ambele aripi ale DPS, unde MECh ar prelua Ministerul de Interne.